# Pagofagia
Per pagofagia (dal greco πάγος, «ghiaccio», e -ϕαγία, «mangiare») si intende il consumo compulsivo di ghiaccio o bevande ghiacciate.
È una forma di picacismo ed è stata associata ad anemia sideropenica, e ha dimostrato di rispondere alla supplementazione di ferro,
portando alcuni ricercatori a postulare che alcune forme di picacismo possono essere il risultato di una carenza nutrizionale. Masticare il ghiaccio può ridurre il dolore nella glossite associata all'anemia sideropenica. Tuttavia, l'American Dental Association raccomanda di non masticare il ghiaccio perché può rompere i denti; invece, il ghiaccio dovrebbe essere lasciato sciogliere in bocca.
La saggezza popolare (e alcuni ricercatori) sostenevano che il picacismo riflettesse un appetito per compensare le carenze nutrizionali, come un basso contenuto di ferro o zinco. Alcune forme di picacismo (come nelle donne in gravidanza che sono carenti di ferro) possono essere trattate integrando il nutriente.
Ricerche successive hanno dimostrato che le sostanze ingerite generalmente non forniscono il minerale o la sostanza nutritiva di cui i pazienti sono carenti. Quando le persone iniziano a mangiare cibi non alimentari, il picacismo può anche causare le carenze nutrizionali a cui è associato. In un caso di studio, è stato riportato che la pagofagia causa anemia sideropenica. Allo stesso tempo, tuttavia, i ricercatori hanno suggerito che masticare il ghiaccio può giovare alla stomatite e alla glossite. I nutrienti ottenuti da prodotti non alimentari come il suolo o il ghiaccio possono variare ampiamente a seconda della posizione geografica. Ad esempio, il ghiaccio prodotto con acqua dura contiene più minerali, soprattutto calcio e magnesio, ma allo stesso modo bere l'acqua fornisce gli stessi minerali.